# Manfred von Richthofen

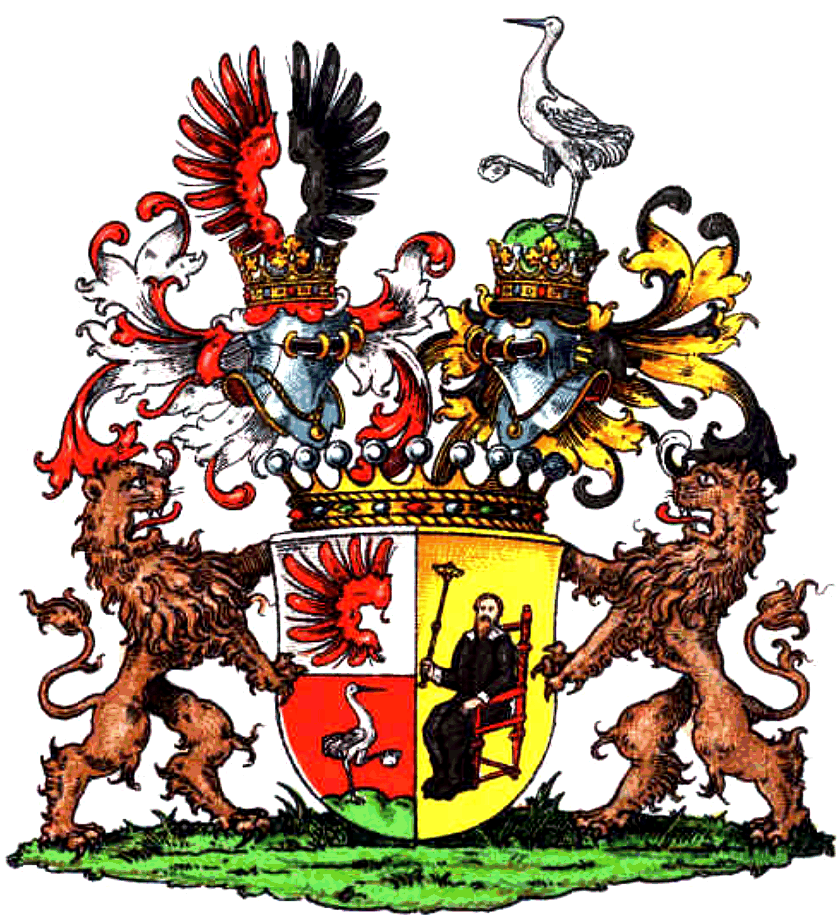
Herb Richthofenów

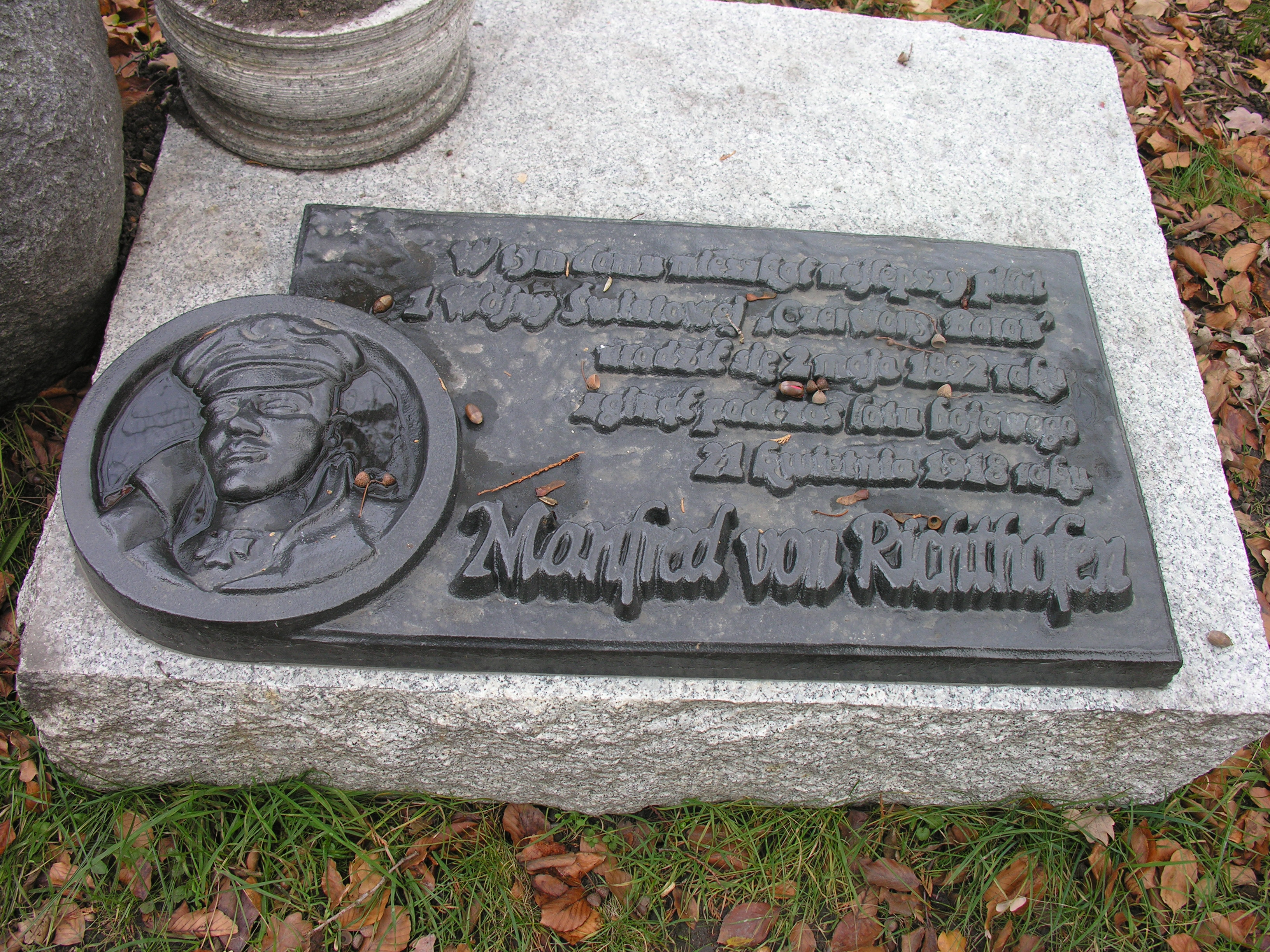
Fragment pomnika Manfreda von Richthofena w Świdnicy

Manfred Albrecht Freiherr von Richthofen (ur. 2 maja 1892 w Borku, obecnie części Wrocławia, zm. 21 kwietnia 1918 w Morlancourt) – niemiecki lotnik, największy as myśliwski okresu I wojny światowej, nazywany „Czerwonym Baronem”. Odniósł 80 zwycięstw powietrznych uznanych oficjalnie.

## Życiorys

### Dzieciństwo i młodość
Urodził się w Borku (wtedy: Kleinburg; dziś: część Wrocławia) w średniozamożnej pruskiej rodzinie arystokratycznej, posiadającej dziedziczny tytuł barona (niem. Freiherr) jako drugie z czworga dzieci barona Albrechta von Richthofena i jego małżonki Kunegundy z domu von Schickfus und Neudorff. W wieku 9 lat przeprowadził się z rodzicami do Świdnicy. Uczęszczał do szkół wojskowych, a następnie w 1911 roku rozpoczął karierę wojskową, wstępując do kawalerii i służąc w 1. pułku ułanów Cesarza Aleksandra III.

### Uczestnictwo w I wojnie światowej
Po wybuchu I wojny światowej, która zastała go w przygranicznym garnizonie w Ostrowie Wielkopolskim w tzw. ułańskich koszarach, służył jako oficer kawalerii najpierw na froncie wschodnim (na terenach współczesnej Polski), następnie na zachodnim. Przez ten czas nie miał okazji do wielu starć z nieprzyjacielem, toteż gdy wojna na zachodzie nabrała ostatecznie charakteru pozycyjnego, von Richthofen znudzony dotychczasową służbą w maju 1915 roku poprosił o przeniesienie do lotnictwa. Początkowo (od czerwca) służył w lotniczym oddziale rozpoznawczym Feldflieger Abteilung 69 na froncie wschodnim, podczas ofensywy Mackensena jako obserwator lotniczy, a od sierpnia w pułku bombowym w Belgii jako bombardier. We wrześniu 1915, von Richthofen jako strzelec-bombardier zestrzelił pierwszy samolot – bombowy Farman. Zwycięstwo to nie zostało oficjalnie stwierdzone, gdyż samolot spadł poza liniami przeciwnika.
Po okresie latania jako obserwator von Richthofen ukończył kurs pilotażu, by zostać pilotem myśliwskim. Powrócił jednak do jednostki bombowej Kampfgeschwader 2 na froncie Verdun. 26 kwietnia 1916 zestrzelił pierwszy samolot jako pilot, z karabinu maszynowego zamontowanego samodzielnie przez siebie na skrzydle, lecz również nie został on mu uznany, gdyż spadł poza liniami przeciwnika. W czerwcu 1916 jego jednostka została skierowana na front wschodni, gdzie uczestniczyła w intensywnych lotach bombowych. Po przypadkowym spotkaniu z asem myśliwskim Oswaldem Boelcke, który kompletował pilotów do swojej nowo tworzonej elitarnej eskadry myśliwskiej Jagdstaffel 2, Boelcke zaproponował Manfredowi dołączenie do tej eskadry, widząc w nim ambitnego lotnika. Manfred von Richthofen skorzystał z oferty i 1 września 1916 dołączył do Jasta 2, stając się odtąd pilotem myśliwskim. Pierwsze uznane zwycięstwo powietrzne odniósł nad Cambrai we Francji 17 września 1916, zestrzeliwując dwumiejscowy samolot F.E.2b. Już 10 października miał zestrzelonych 5 samolotów, co dawałoby mu aliancki tytuł „asa”. W tym czasie, 28 października śmierć w kolizji poniósł Boelcke, który był wzorem i mentorem Manfreda von Richthofena.
23 listopada 1916 von Richthofen, latający wówczas na dwupłatowym myśliwcu Albatros D.II, odniósł swoje 11. zwycięstwo, zestrzeliwując nad Le Sars po długim pojedynku, a następnie pościgu, brytyjskiego asa Lanoe Hawkera, dowódcę 24. dywizjonu RFC lecącego na Airco DH.2. Podczas pojedynku doszło do walki kołowej. Zachodni wiatr przeniósł przeciwników nad niemieckie terytorium. L. Hawker przerwał pojedynek i próbował wrócić nad terytorium sprzymierzonych. Albatros był jednak szybszym samolotem. Richthofen zestrzelił robiącego uniki, lecącego zygzakiem Anglika. Richthofen był mądrym taktykiem. Przestrzegał dokładnie podstaw taktyki, których nauczył go Boelcke i przed walką najczęściej wszystkie ewentualne możliwe sprzyjające okoliczności obracał na swą korzyść. Po 16 potwierdzonym zwycięstwie, von Richthofen stał się najlepszym spośród żyjących niemieckich asów. Wówczas też, w styczniu 1917 uhonorowany został najwyższym wówczas pruskim odznaczeniem za odwagę Pour le Mérite (Blue Max).
Również w styczniu 1917 von Richthofen wyznaczony został dowódcą eskadry myśliwskiej Jagdstaffel 11, która będąc początkowo jednostką bez żadnych sukcesów, pod jego dowództwem zgrupowała w końcu kilku z najlepszych niemieckich pilotów. Samoloty Jasta 11 miały czerwone oznaczenia, zwłaszcza osłonę silnika, a niektóre z samolotów, na których latał von Richthofen były malowane całkowicie na czerwono. Stąd pochodzi stosowany zwłaszcza przez Anglików przydomek von Richthofena: Czerwony Baron (ang.: Red Baron). Niemcy nazywali go Der Rote Kampfflieger (czerwony lotnik bojowy); tak też Manfred zatytułował swoje wspomnienia pisane w 1917 r.
Pierwsze zwycięstwo w Jasta 11, a zarazem pierwsze zwycięstwo tej eskadry, von Richthofen odniósł 23 stycznia 1917. Pod nowym dowództwem, Jasta 11 zaczęła osiągać duże sukcesy, a ich szczyt stanowił nazwany tak przez Brytyjczyków, „krwawy kwiecień” 1917 roku. W samym tym miesiącu von Richthofen zestrzelił 20 samolotów Ententy, podnosząc swoje konto zwycięstw do 52. Eskadra ta z uwagi na jej wyczyny stała się znana jako „latający cyrk” lub „Cyrk Richthofena”. Do eskadry dołączył też brat Manfreda, Lothar von Richthofen, który także wkrótce sam został asem. Średni czas przeżycia pilota Royal Flying Corps (łącznie z Royal Naval Air Service – poprzedniczek Royal Air Force) spadł z 295 do 92 godzin. Brytyjczycy obiecali pilotowi, który pokonałby Richthofena odznaczenie Victoria Cross, własny samolot i premię pieniężną w wysokości 5000 funtów szterlingów. W czerwcu Manfred von Richthofen został mianowany dowódcą nowo utworzonego pułku myśliwskiego Jagdgeschwader I, bazującego w rejonie Courtrai, w skład którego weszły eskadry Jasta 4, Jasta 6, Jasta 10 i Jasta 11. Wszystkie cztery eskadry operowały pod centralnym dowództwem Manfreda v. Richthofena. Podczas walki z brytyjskim RAF F.E.2b, 6 lipca 1917 Manfred von Richthofen został ranny w głowę, lecz zdołał awaryjnie wylądować. Rana ta uziemiła go na kilka tygodni, jednakże później znów powrócił do latania, wbrew opinii lekarzy. W 1917 roku von Richthofen latał na myśliwcach Albatros D.III i Albatros D.V, które stanowiły podstawowy sprzęt niemiecki, lecz od połowy tego roku ustępowały już najnowszym maszynom Ententy. Od końca sierpnia 1917 von Richthofen otrzymał jako jeden z dwóch pierwszych pilotów (obok Wernera Vossa) najnowszy wówczas myśliwiec – trójpłatowy Fokker Dr.I, z którym to typem był już następnie powszechnie kojarzony. Pierwsze zwycięstwo na nowym samolocie, a swoje 60., von Richthofen odniósł 1 września 1917. We wrześniu i październiku jednakże udał się ponownie na rekonwalescencję po lipcowym postrzale. Po powrocie, nie uczestniczył mimo to w pełni w działaniach bojowych. Dopiero w marcu i kwietniu 1918 zestrzelił dalsze 16 samolotów. Po swoim 70. zwycięstwie von Richthofen miał zostać przedstawiony do odznaczenia Pour le Mérite z Liściem Dębu, lecz skostniałe zasady jego przyznania (m.in. istniał warunek, by kandydat do odznaczenia doprowadził swą postawą na polu walki do sytuacji, w której przeciwnik wycofał się, zaś bitwa została wygrana) spowodowały, że nie zostało mu ono wręczone. Generał Ludendorff na wieść o nieprzyznaniu tego wysokiego odznaczenia Czerwonemu Baronowi i po przeczytaniu enigmatycznego uzasadnienia, stwierdził z niesmakiem: „Richthofen wygrał wiele bitew”. Niejako „na pocieszenie” Manfred von Richthofen został odznaczony Orderem Orła Czerwonego III Klasy z Koroną i Mieczami. Richthofenowi wielokrotnie proponowano stały urlop, gdyż jego sława w Niemczech i na świecie była tak wielka, że bali się jego zestrzelenia. Richthofen nie zgodził się na „emeryturę”, gdyż twierdził, że jeśli skorzysta z tej możliwości, wielu lotników spróbuje pójść w jego ślady, a wtedy na walkę skazani będą żołnierze w okopach. Podobno w Niemczech krążyły pogłoski, że sam cesarz Wilhelm ma zakazać mu latać. Ostatecznie decyzja Richthofena nie skończyła się dla niego dobrze.

### Zestrzelenie

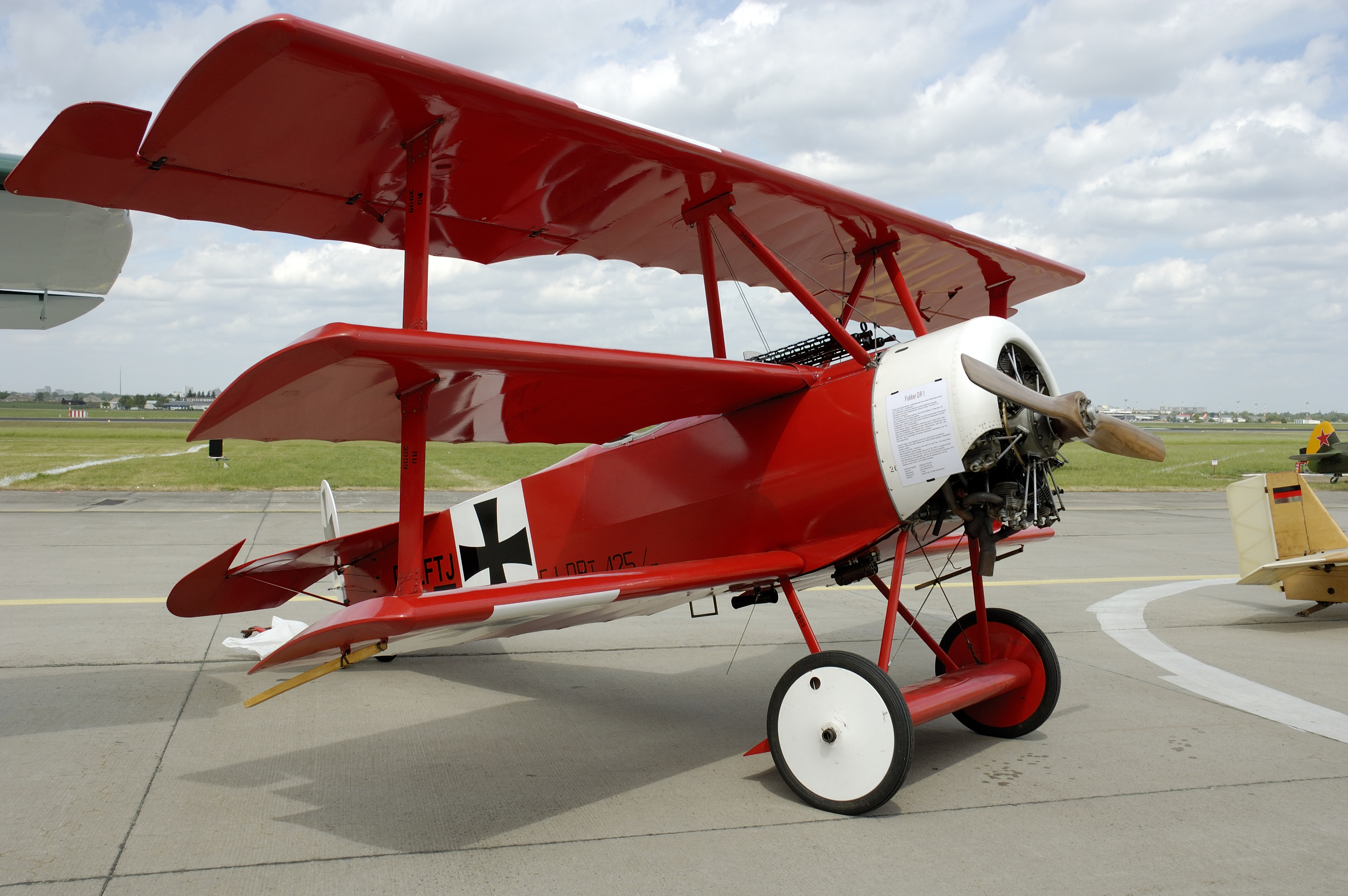
Fokker Dr.I Czerwonego Barona – replika

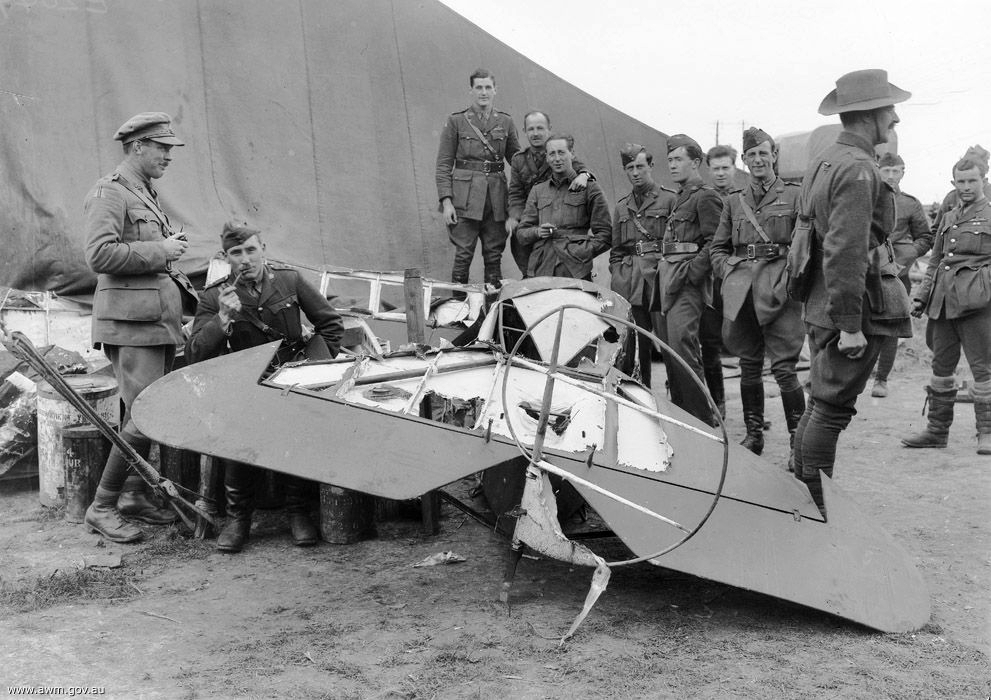
Wrak samolotu von Richthofena

21 kwietnia 1918 von Richthofen wystartował na swym trójpłatowcu Fokker Dr.I z dziewięcioma innymi pilotami z lotniska Cappy. Tego dnia grupa nawiązała nad przełęczą Morlancourt niedaleko Sommy walkę powietrzną z samolotami Sopwith Camel 209. dywizjonu RAF, dowodzonego przez Kanadyjczyka Arthura „Roya” Browna. Richthofen w czasie pościgu samolotu Sopwith Camel, pilotowanego przez niedoświadczonego Kanadyjczyka Wilfrida „Wopa” Maya, dostał się pod ostrzał lecącego mu na ratunek innego Camela, pilotowanego przez Arthura „Roya” Browna. Równocześnie wojska australijskie, zajmujące pozycje w tym rejonie, otworzyły do jego samolotu intensywny ostrzał z karabinów maszynowych. Von Richthofen skręcił samolot w kierunku prześladowcy i wówczas został trafiony jednym z pocisków wystrzelonych z tych karabinów, po czym jego samolot spadł na ziemię za liniami sprzymierzonych.
Sekcja zwłok ujawniła, że został trafiony w klatkę piersiową pociskiem nadlatującym z dołu, od tyłu. Kula przeszyła ciało od prawej strony uszkadzając wątrobę, płuca, serce i zatrzymała się w kurtce pilota. Obecnie uważa się, że najbardziej prawdopodobną przyczyną zestrzelenia Czerwonego Barona był ogień australijskich karabinów maszynowych z ziemi. Jako prawdopodobnego sprawcę zestrzelenia podaje się zwykle sierżanta Cedrica Popkina z 53 baterii artylerii polowej, istnieje jednak możliwość, że to inny żołnierz – sierżant Snowy Evans – zastrzelił Richthofena. Sam Popkin przyznał, że mógł trafić Czerwonego Barona. Mimo to, brytyjskie siły powietrzne za zwycięzcę von Richthofena oficjalnie uznały Browna, która to wersja jest jeszcze niekiedy spotykana w publikacjach. Według śledztwa przeprowadzonego przez telewizję Discovery World najbardziej prawdopodobne jest, że Czerwony Baron został zestrzelony przez sierżanta Evansa z odległości ok. 750 metrów.
Akt zgonu Manfreda von Richthofena znajduje się w USC w Ostrowie Wielkopolskim; ówczesne przepisy wojskowe nakazywały rejestrację zgonów poległych na wojnie w ostatnim miejscu stacjonowania.
Silnik rozbitego samolotu von Richthofena jest eksponatem Imperial War Museum w Londynie. Z wynikiem 80 oficjalnie zaliczonych zwycięstw, był on najlepszym asem myśliwskim I wojny światowej. Po śmierci Manfreda von Richthofena pułkiem dowodził do swej śmierci w lipcu 1918 Wilhelm Reinhard, a po nim Hermann Göring.
W uznaniu dla Manfreda von Richthofena jako lotnika, został on pochowany w Bertangles pod Amiens następnego dnia po śmierci z pełnymi honorami wojskowymi przez 3. dywizjon australijskich sił powietrznych. Trzy lata później Francuzi przenieśli zwłoki na cmentarz wojskowy we Fricourt, następnie 20 listopada 1925 uroczyście przeniesiono je na berliński cmentarz Invalidenfriedhof, a w 1975 do rodzinnego grobu na cmentarzu w Wiesbaden.

## Odznaczenia
Czerwony Baron podczas swej służby został odznaczony licznymi medalami i odznaczeniami państw niemieckich wchodzących w skład Rzeszy oraz austriackimi, tureckimi i bułgarskimi:
- Order Orła Czerwonego III Klasy z Koroną i Mieczami – 6 kwietnia 1918[4]
- Pour le Mérite – 12 stycznia 1917[4]
- Krzyż Kawalerski z Mieczami Orderu Królewskiego Rodu Hohenzollernów – 11 listopada 1917[4]
- Krzyż Żelazny I Klasy – 1914[4]
- Krzyż Żelazny II Klasy – 12 września 1914[4]
- Wojskowy Order Zasługi IV Klasy z Mieczami – Bawaria, 24 kwietnia 1917[4]
- Krzyż Kawalerski Orderu Wojskowego Świętego Henryka – 16 kwietnia 1917[4]
- Krzyż Kawalerski Orderu Zasługi Wojskowej – Wirtembergia[4]
- Order Ernestyński I Klasy z Mieczami – Księstwo Saksonii-Coburg-Gotha, 9 maja 1917[4]
- Odznaka Honorowa Powszechna „za Waleczność” – Hesja[4]
- Krzyż Honorowy Wojenny za Bohaterski Czyn – Lippe[4]
- Krzyż za Wierną Służbę – Schaumburg-Lippe[4]
- Wojenny Krzyż Zasługi II Klasy – Księstwo Brunszwiku, 24 września 1917[4]
- Medal Księcia Karola Edwarda II Klasy z Mieczami – Księstwo Saksonii-Coburg-Gotha, 30 grudnia 1916[4]
- Krzyż Hanzeatycki Hamburski[4]
- Krzyż Hanzeatycki Bremeński – 25 września 1917[4]
- Krzyż Hanzeatycki Lubecki – 22 września 1917[4]
- Odznaka za Rany w czerni
- Order Waleczności IV Klasy I Stopnia – Bułgaria, czerwiec 1917[4]
- Krzyż Zasługi Wojskowej III Klasy z Mieczami – Austro-Węgry[4]
- Order Korony Żelaznej III Klasy z Mieczami – Austro-Węgry[4]
- Medal Imtiyaz w Srebrze z Mieczami – Imperium Osmańskie[4]
- Medal Liakat w Srebrze z Mieczami – Imperium Osmańskie[4]
- Żelazny Półksiężyc – Imperium Osmańskie[4]

## Wyrazy uznania
Imieniem Manfreda von Richthofena nazwano jednostkę lotniczą Luftwaffe (Jagdgeschwader 71 „Richthofen”), która znajduje się w miejscowości Wittmund w Dolnej Saksonii. Tam też zlokalizowano izbę pamięci poświęconą temu lotnikowi.
W Niemczech, potem w III Rzeszy, kwitł kult Richthofena – fundowano tablice i kamienie pamiątkowe. W Świdnicy utworzono jego muzeum. 
Pamięć o Richthofenie odrodziła się w XXI wieku w Świdnicy, gdzie powstał upamiętniający go mural oraz pomnik będący repliką samolotu Fokker Dr.I. 

## Upamiętnienie w kulturze
Dokonania wojenne Manfreda von Richthofena stały się kanwą filmu biograficznego „Der Rote Baron” – „Czerwony baron” z 2008 roku w reżyserii Nikolai Müllerschöna. W tytułową rolę Czerwonego Barona wcielił się niemiecki aktor Matthias Schweighöfer.
W pełnometrażowym filmie animowanym "Fistaszki" z 2015 roku postać Czerwonego Barona jest głównym antagonistą jednego z głównych bohaterów - psa Snoopy'ego.
W 2019 roku zespół Sabaton nagrał utwór „The Red Baron” mówiący o tytułowym Czerwonym Baronie.
Manfred von Richthofen jest jednym z bohaterów drugiego tomu komiksowej serii „Fortuna Winczlavów”.